# Estratégia digital
Estratégia Digital: Vantagens Competitivas na Internet é um livro lançado em 2003. Adotado como referência em diversos trabalhos acadêmicos e faculdades do Brasil, 
  a obra aborda os modelos de operação na internet e suas aplicações em empresas tradicionais e puramente eletrônicas.